# Hinchwick
Hinchwick – wieś w Anglii, w hrabstwie Gloucestershire. Leży 34 km na wschód od miasta Gloucester i 126 km na północny zachód od Londynu.